# Dominique Motte
Pour les articles homonymes, voir Motte.
Dominique Motte (né le 22 septembre 1939 à Bois-Guillaume et mort le 29 juin 2019 à Saint-Jean-le-Blanc) est un coureur cycliste français.

## Biographie
Bon rouleur, Dominique Motte remporte à plusieurs reprises le championnat de France des sociétés, sous les couleurs de l'AC Sotteville. Il s'impose également sur le championnat du monde du contre-la-montre par équipes en 1963, avec Georges Chappe, Michel Béchet et Marcel Bidault. Après ses performances, il intègre l'équipe Pelforth-Sauvage-Lejeune pour l'année 1965,. Son passage chez les professionnels est cependant un échec. Il met un terme à sa carrière à l'issue de cette saison.
Il meurt le 29 juin 2019 dans la commune de Saint-Jean-le-Blanc, à l'âge de 79 ans.

## Palmarès
- 1958
  -  Champion de France des sociétés[n 1]
  - Maillot des Jeunes
  - 2e du Grand Prix Michel-Lair
  - 3e du championnat de Normandie sur route
- 1959
  - 3e de Paris-Dreux
- 1962
  - 2e de Paris-Briare
- 1963
  -  Champion de France des sociétés[n 2]
  - 2e du championnat de Normandie sur route
- 1963
  -  Champion du monde du contre-la-montre par équipes amateurs[n 3]
  - 2e du championnat de Normandie sur route
  - 3e du championnat de France des sociétés